# Ranunculus argoviensis
Ranunculus argoviensis är en ranunkelväxtart som beskrevs av W. Koch. Ranunculus argoviensis ingår i släktet ranunkler, och familjen ranunkelväxter. Inga underarter finns listade i Catalogue of Life.